# 謙遜の聖母 (ジェンティーレ・ダ・ファブリアーノ)
『謙遜の聖母』（けんそんのせいぼ、伊: Madonna dell’Umiltà)　は、イタリア・中世後期の国際ゴシック様式の画家、ジェンティーレ・ダ・ファブリアーノが1420年から1423年頃に制作した板上のテンペラ画である。ピサのサン・マッテオ国立美術館に収蔵されている。
かつて地元の「敬虔なミセリコルディアの家」に所蔵されていた本作は、どのような状況で依頼されたか不明であるが、その大きさは私的な祈祷のためのものであったことを示唆している。おそらく、ピサの大司教であるアレマンノ・アディマーリ枢機卿によって注文された。枢機卿は、ジェンティーレによって装飾された（ルネサンス後期の、芸術家の伝記作家ジョルジョ・ヴァザーリによって言及されている失われた作品）、ローマのサンタ・マリア・ノーヴァ教会に自身の墓所を所有していた。

## 概要
聖母マリアが地面のクッションの上に座っている「謙遜の聖母」は、15世紀初頭の西洋絵画の共通の主題であった。聖母は豪華に装飾された金色の布の上で、幼子イエス・キリストを膝の上に抱いている。金色の美しい背景、衣服の描写、その他の技術的な細部により、本作は画家のフィレンツェ時代に帰属される。この時代の作品としては、『東方三博士の礼拝』（1423）や『幼子イエスの礼拝』（特に幼子の姿勢において）などの作品が含まれる。
同構図の作品が1420年から1421年にジェンティーレ・ダ・ファブリアーノによって制作されたが、その作品では聖母は正面向きにに描かれている。
聖母のマントの縁には「AVEM [A] T [ER] DIEGNA [D] EI」と書かれているが、幼子イエスが横たわっている布の端にはアラビア文字があり、コーランシャハーダ（الله لا إله إلا-Lā ilāha illa Allāh）と読める。このことについては説明されておらず、元の詩の正確な意味を知らずに追加された異国趣味的な要素である可能性がある。